# 千葉常秀
千葉 常秀（ちば つねひで）は、鎌倉時代前期の武将。鎌倉幕府御家人。千葉胤正の子で千葉成胤の弟。通称は境 平次（さかい へいじ）。境 常秀、上総 常秀と呼ばれる場合もある。上総千葉氏の祖。

## 生涯
分家して、境を称した。「境」は千葉氏の本拠である千葉荘の外れにあった境川（現在の村田川）流域に拠点があったからとされ、後に下総国垣生荘及び上総国玉崎荘などを支配して玉崎荘の大柳館（現在の千葉県睦沢町）を拠点とし、更に千葉荘とは境川対岸の上総国市原郡にも進出することになる。元暦元年（1184年）に、祖父千葉常胤とともに源範頼の平氏追討軍に参加して周防・豊後を転戦、文治5年（1189年）の奥州合戦でも祖父とともに多賀城に入っている。
建久元年（1190年）の源頼朝の上洛に祖父常胤らとともに随行し、頼朝より有功の者として常胤が推挙を受けたため、既に叙任を受けていた祖父の譲りによって左兵衛尉に任ぜられる。5年後の頼朝上洛にも随行して東大寺の大仏殿落成供養に随行している。正治2年（1200年）には、源頼家に供奉して鶴岡八幡宮に参詣する。建仁3年（1203年）には源親広とともに鎌倉中寺社奉行に任ぜられた。元久2年（1205年）の畠山重忠の乱には北条義時に従って後陣に詰めた。
承久元年（1219年）には源実朝右大臣就任の鶴岡八幡宮拝賀に供奉し、実朝暗殺事件に遭遇した。嘉禄元年（1225年）には小山朝政とともに従五位下下総守に任じられ、後に上総介に転じて嘉禎元年（1235年）の明王院の供養に際して九条頼経に供奉している。
官位などは宗家を継いだ兄・成胤を越え、更には千葉介（下総介）の上官である下総守、ついで親王任国である上総国衙の最高の地位である上総介の地位を得て宗家をしのぐ地位を獲得するに至った。更に『千葉大系図』には上総守護に補任されたと記されており、源頼朝に討たれた上総広常の子孫に代わって上総氏の地位を継承したとする見方もあるが明証はない。没年は不詳だが、嘉禎4年（1238年）から仁治2年（1241年）の間と推定されている。